# Spaklerweg (metropolitana di Amsterdam)

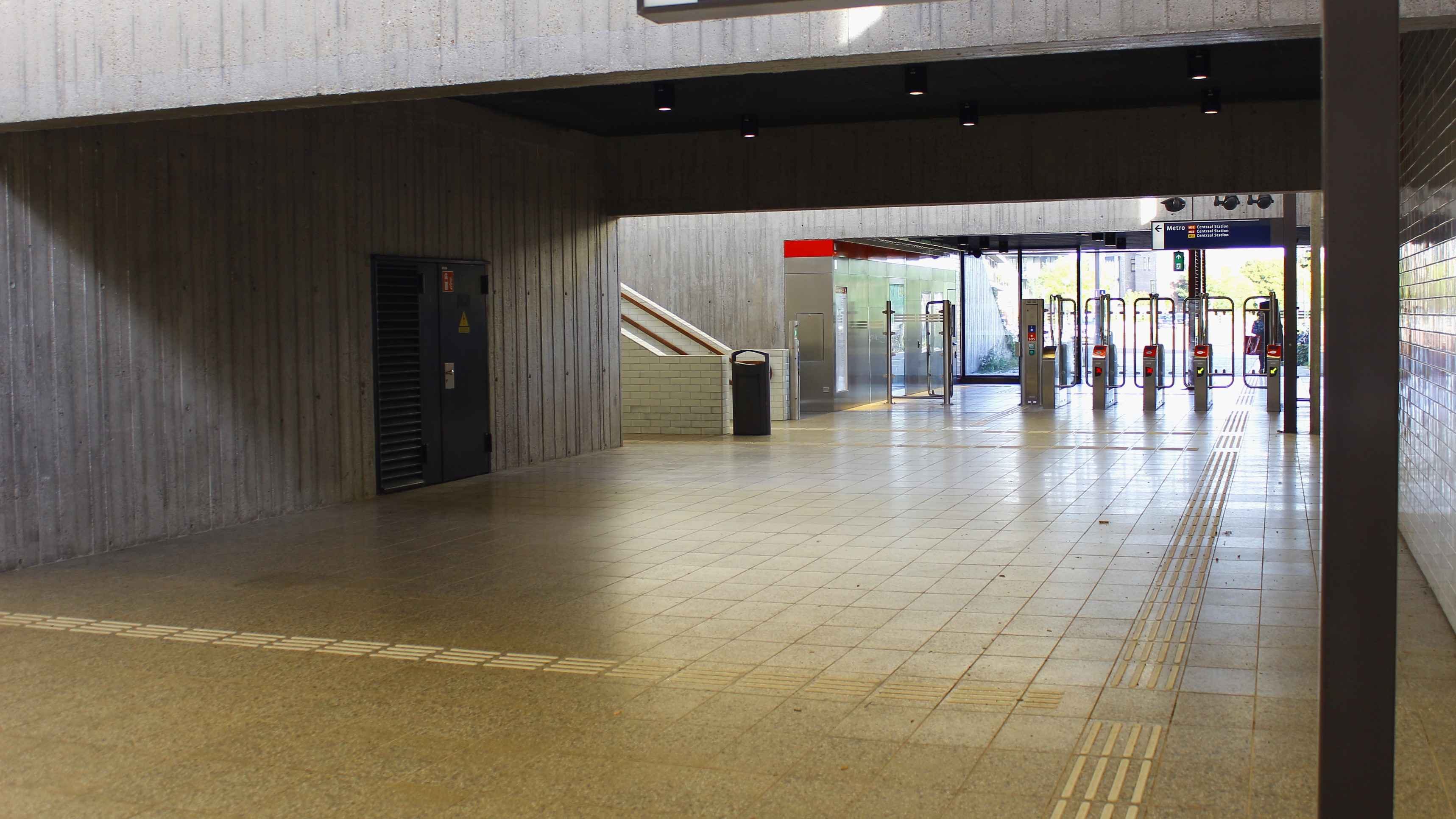

La stazione di Spaklerweg è una stazione della metropolitana di Amsterdam, posta alla diramazione della linea 51 dal tronco comune alle linee 53 e 54.

## Storia
La stazione di Spaklerweg venne aperta il 4 giugno 1982 sulla tratta da Weesperplein a Gaasperplas già in esercizio dal 16 ottobre 1977.

## Caratteristiche
Si tratta di una stazione di superficie posta in un tratto in cui i binari della metropolitana corrono parallelamente a quelli delle ferrovie nazionali; trattandosi di una stazione di diramazione, l'impianto conta quattro binari serviti da due banchine ad isola.